# Jennifer Freeman
Jennifer Nicole Freeman (* 20. Oktober 1985 in Los Angeles, Kalifornien) ist eine US-amerikanische Schauspielerin.

## Karriere
Freeman wuchs in Long Beach mit ihrer Mutter und zwei jüngeren Schwestern auf. Im Alter von 13 Jahren wurde sie in einem Lebensmittelgeschäft entdeckt, wo ein Talentmanager ihr seine Visitenkarte gab.
Einige Monate später zog die Familie nach Nordkalifornien. Ein Jahr später zog die Familie zurück nach Long Beach, um die Karriere von Jennifer zu unterstützen. Nach ihrer Rückkehr bekam sie ihren ersten Job in einem Werbespot.
Bekannt wurde Jennifer Freeman durch ihre Rolle als Claire Kyle in der US-amerikanischen Sitcom What’s Up, Dad?. Sie spielte 2004 in dem Kinofilm Street Style mit und hatte Gastauftritte in Fernsehsendungen wie Eine himmlische Familie, Lizzie McGuire, Disney’s Even Stevens, Disney Movie Surfers, One on One und O.C., California.
Freeman war außerdem als eines der „jungen frischen Gesichter“ an einer Druck- und Fernsehkampagne der Kosmetikmarke Neutrogena beteiligt.
Freeman war mit dem Basketballspieler Earl Watson verheiratet und ist Mutter eines gemeinsamen Kindes.

## Filmografie
- 2000: Eine himmlische Familie (7th Heaven, Fernsehserie, eine Folge)
- 2000: The Visit
- 2000: Even Stevens (Fernsehserie, eine Folge)
- 2001: Lizzie McGuire (Fernsehserie, eine Folge)
- 2001–2005: What’s Up, Dad? (My Wife and Kids, Fernsehserie, 109 Folgen)
- 2004: Street Style (You Got Served)
- 2004: Familie Johnson geht auf Reisen (Johnson Family Vacation)
- 2004: You Got Served
- 2005: O.C., California (The O.C., Fernsehserie, eine Folge)
- 2006: One on One (Fernsehserie, eine Folge)
- 2007: The ½ Hour News Hour (Fernsehserie, eine Folge)
- 2008: Jada
- 2008: The Caretaker
- 2012: Falling Away
- 2017: Tales (Fernsehserie, eine Folge)
- 2017: True to the Game
- 2018: Throwback Holiday
- 2019: Nightmare in Paradise (Wrongfully Accused)
- 2020: Pump (Fernsehserie, sechs Folgen)
- 2020: The Business of Christmas
- 2020: Beaus of Holly (Fernsehfilm)
- 2020: Kiss Me for Christmas
- 2021: Twisted House Sitter (Fernsehfilm)
- 2021: The Business of Christmas 2
- 2022: Staycation
- 2022. A Royal Surprise (Fernsehfilm)
- 2022. Infamously in Love (Fernsehfilm)
- 2022. My Christmas Fiancé
- seit 2022. The Black Hamptons (Fernsehserie)
- 2022: Aisle Be Home for Christmas (Fernsehfilm)
- 2023: Angie’s Cure
- 2023: Paradies 2
- 2023: A Royal Christmas Surprise (Fernsehfilm)
- 2023: Be Someone (Fernsehserie, vier Folgen)